# Дербентский район
Дербе́нтский райо́н (азерб. Дәрбәнд раjонy, лезг. Дербент район, таб. Дербент район, татск. Дербенд район, дарг. Дербент къотт) — административно-территориальная единица и муниципальное образование (муниципальный район) в составе Республики Дагестан Российской Федерации.
Административный центр — город Дербент (в состав района не входит).

## География
Дербентский район расположен в юго-восточной части Дагестана и вытянут вдоль побережья Каспийского моря. Общая площадь территории составляет 821 км².
Граничит на севере с Каякентским, на северо-западе — с Кайтагским, на западе — с Табасаранским, на юге — с Сулейман-Стальским и Магарамкентским районами Дагестана. Кроме того, внутри района имеются границы с анклавами из сёл ряда горных районов Дагестана: Дахадаевского; Докузпаринского, Курахского и Хивского. Помимо этого, имеются границы с городами республиканского значения и с их городскими округами — Дербент и Дагестанские Огни.
В геоморфологическом плане территория района делится на две части: равнинную — восточную и предгорную — западную. Высшая точка района — гора Джалган (708 м).

## История
Дербентский район был образован декретом Дагревкома от 22 июля 1921 года в составе: Нижне-Табасаранского и Теркеменского участков Кайтаго-Табасаранского и Мюшкюрского участка Кюринского округов, территории Дербентского градоначальства.
Постановлением ЦИК от 12 декабря 1926 года район был преобразован в округ. Постановлением 4-й сессии ДагЦИК от 22 декабря 1928 года округ был преобразован в кантон. Постановлением ВЦИК от 3 июня 1929 года кантон был вновь преобразован в район. Указом Президиума ВС Дагестанской АССР район преобразован в округ, районный центр перенесён в посёлок Дагестанские Огни. В 1953 году восстановлен в прежнем составе.

## Население
| 1926     | 1939     | 1959     | 1970     | 1979     | 1989     | 2002     | 2009     | 2010     | 2011     |
| -------- | -------- | -------- | -------- | -------- | -------- | -------- | -------- | -------- | -------- |
| 25 140   | ↘23 028  | ↗27 417  | ↗50 981  | ↗60 502  | ↗63 575  | ↗86 494  | ↗92 185  | ↗99 054  | ↗99 659  |
| 2012     | 2013     | 2014     | 2015     | 2016     | 2017     | 2018     | 2019     | 2020     | 2021     |
| ↗100 175 | ↗100 897 | ↗101 616 | ↗102 018 | ↗102 154 | ↗102 429 | ↘102 025 | ↘101 588 | ↗101 643 | ↘100 287 |
| 2023     | 2024     | 2025     |          |          |          |          |          |          |          |
| ↗100 410 | ↗100 734 | ↗101 229 |          |          |          |          |          |          |          |

### Урбанизация
В городских условиях (пгт Белиджи и Мамедкала) проживают 22,53 % населения района.

### Национальный состав
Динамика изменения национального состава
| Год переписи         | 1926            | 1970              | 1979              | 1989 год          | 2002 год           | 2010 год           | 2021 год           |
| -------------------- | --------------- | ----------------- | ----------------- | ----------------- | ------------------ | ------------------ | ------------------ |
| азербайджанцы        | 14 286 (56,4 %) | ↗ 21 532 (56,4 %) | ↗ 25 815 (56,3 %) | ↗ 28 481 (44,6 %) | ↗ 50 247 (58,09 %) | ↗ 57 476 (58,02 %) | ↘ 49 669 (49,53 %) |
| лезгины              | 554 (2,2 %)     | ↗ 5467 (14,3 %)   | ↘ 5187 (11,3 %)   | ↗ 16 080 (25,2 %) | ↗ 16 278 (18,82 %) | ↗ 18 626 (18,80 %) | ↗ 20 123 (20,07 %) |
| табасараны           | 485 (1,8 %)     | ↗ 5 400 (14,1 %)  | ↗ 9 114 (19,9 %)  | ↘ 8 496 (13,3 %)  | ↗ 9229 (10,67 %)   | ↗ 9807 (9,90 %)    | ↗ 13 145 (13,11 %) |
| даргинцы             | 652 (2,6 %)     | ↗ 3 591 (9,4 %)   | ↗ 3613 (7,9 %)    | ↗ 6 507 (10,2 %)  | ↗ 6 828 (7,89 %)   | ↗ 7 786 (7,86 %)   | ↗ 10 389 (10,36 %) |
| агулы                | -               | 10 (0,03 %)       | ↗ 571 (1,2 %)     | ↗ 1 473 (2,3 %)   | ↗ 1 848 (2,14 %)   | ↗ 2 168 (2,19 %)   | ↗ 2 858 (2,85 %)   |
| русские              | 1063 (3,9 %)    | ↘ 914 (2,4 %)     | ↘ 651 (1,4 %)     | ↗ 665 (1,0 %)     | ↘ 651 (0,75 %)     | ↘ 458 (0,46 %)     | ↗ 687 (0,69 %)     |
| кумыки               | 6359 (25,3 %)   | ↘ 231 (0,6 %)     | ↘ 213 (0,5 %)     | ↗ 507 (0,8 %)     | ↘ 384 (0,44 %)     | ↗ 406 (0,41 %)     | ↗ 504 (0,50 %)     |
| рутульцы             | -               | 21 (0,05 %)       | ↗ 34 (0,07 %)     | ↗ 313 (0,5 %)     | ↗ 365 (0,42 %)     | ↗ 393 (0,40 %)     | ↘ 352 (0,35 %)     |
| лакцы                | -               | 100 (0,3 %)       | ↗ 121 (0,3 %)     | ↗ 421 (0,7 %)     | ↘ 272 (0,31 %)     | ↘ 193 (0,19 %)     | ↗ 321 (0,32 %)     |
| таты                 | 151 (0,6 %)     | ↘ 20 (0,05 %)     | ↘ 4 (0,01 %)      | ↗ 10 (0,02 %)     | ↗ 20 (0,02 %)      | —                  | —                  |
| горские евреи, евреи | 714 (2,8 %)     | ↘ 349 (0,9 %)     | ↘ 222 (0,5 %)     | ↗ 246 (0,5 %)     | ↘ 31 (0,04 %)      | ↗ 45 (0,05 %)      | —                  |
| персы                | 263 (1,0 %)     | —                 | —                 | —                 | —                  | 10 (0,01 %)        | —                  |
| другие               | 608 (2,4 %)     | ↘ 550 (1,4 %)     | ↘ 284 (0,6 %)     | ↗ 598 (0,9 %)     | ↘ 341 (0,39 %)     | ↘ 248 (0,25 %)     | ↗ 912 (0,91 %)     |
| не указано           | —               | —                 | —                 | —                 | —                  | 503 (0,51 %)       | 1 327 (1,32 %)     |
| потерянные Дагстатом | —               | —                 | —                 | —                 | —                  | 935 (0,94 %)       | —                  |
| всего                | 25 135 (100 %)  | ↗ 38 185 (100 %)  | ↗ 45 829 (100 %)  | ↗ 63 797 (100 %)  | ↗ 86 494 (100 %)   | ↗ 99 054 (100 %)   | ↗ 100 287 (100 %)  |

В советское время, в частности в 60—70-х годах, имело место крупное перемещение, иногда насильственное, части жителей горных территорий на равнину, в том числе на земли расселения дагестанских азербайджанцев. В Дербентском районе были в основном поселены жители отдельных горных, малоземельных даргинских, лезгинских, агульских, рутульских, табасаранских сёл. Переселенцы образовали здесь как отдельные посёлки, так и новые кварталы в давно существовавших селениях.
Начиная с переписи населения 1959 года таты Дербентского района записаны как «азербайджанцы». Также в некоторых источниках терекеменцы на равне с азербайджанцами отмечены как отдельный народ.
Терекеменцы проживают в следующих сёлах Дербентского района: Берикей, Великент, Деличобан, Джемикент, Геджух,Карадаглы, Кала, Падар, Салик, Сегелер, Татляр, Уллутеркеме и Мамедкала,Чинар.
Таты-мусульмане проживают в семи селах Дербентского района: Джалган, Рукель, Кемах, Митаги, Бильгади, Гимейди, Зидьян.
Горские евреи исторически проживали в шести селах Дербентского района: Сабнова, Рубас, Аглоби, Нюгди. В селениях Рукель и Джалган жили вместе с татами-мусульманами, которые впоследствии перешли на азербайджанский язык. 

## Территориальное устройство
Дербентский район в рамках административно-территориального устройства включает посёлки (городского типа), сельсоветы и сёла.
В рамках организации местного самоуправления в одноимённый муниципальный район входят 29 муниципальных образований, в том числе 2 городских и 27 сельских поселений:
| №        | Муниципальное образование     | Административный центр | Количество населённых пунктов | Население (чел.) | Площадь (км²) |
| -------- | ----------------------------- | ---------------------- | ----------------------------- | ---------------- | ------------- |
| 1e-06    | Городские поселения           |                        |                               |                  |               |
| 1        | посёлок Белиджи               | пгт Белиджи            | 1                             | ↗11 843          | 7,00          |
| 2        | посёлок Мамедкала             | пгт Мамедкала          | 1                             | ↘10 962          | 26,37         |
| 2.000002 | Сельские поселения            |                        |                               |                  |               |
| 3        | село Аглоби                   | село Аглоби            | 1                             | ↘1719            | 7,97          |
| 4        | село Араблинское              | село Араблинское       | 1                             | ↗2090            | 8,83          |
| 5        | Берикеевский сельсовет        | село Берикей           | 2                             | ↘3302            | 19,39         |
| 6        | село Белиджи                  | село Белиджи           | 1                             | ↘4713            | 3,58          |
| 7        | село Великент                 | село Великент          | 1                             | ↘4239            | 18,84         |
| 8        | село Геджух                   | село Геджух            | 1                             | ↗6826            | 23,61         |
| 9        | село Деличобан                | село Деличобан         | 1                             | ↗2635            | 8,20          |
| 10       | село Джалган                  | село Джалган           | 1                             | ↗1228            | 5,88          |
| 11       | село Джемикент                | село Джемикент         | 1                             | ↗3062            | 15,02         |
| 12       | Зидьян-Казмалярский сельсовет | село Зидьян-Казмаляр   | 2                             | ↘1083            | 15,73         |
| 13       | село Кала                     | село Кала              | 1                             | ↗1815            | 1,10          |
| 14       | село Куллар                   | село Куллар            | 1                             | ↘2326            | 5,56          |
| 15       | село Митаги                   | село Митаги            | 1                             | ↗692             | 1,10          |
| 16       | село Митаги-Казмаляр          | село Митаги-Казмаляр   | 1                             | ↗1691            | 15,99         |
| 17       | село Мугарты                  | село Мугарты           | 1                             | ↗1634            | 17,53         |
| 18       | село Музаим                   | село Музаим            | 1                             | ↗2160            | 7,80          |
| 19       | село Нюгди                    | село Нюгди             | 1                             | ↗2127            | 6,23          |
| 20       | Первомайский сельсовет        | село Имени Мичурина    | 4                             | ↗2280            | 15,57         |
| 21       | село Падар                    | село Падар             | 1                             | ↘1935            | 7,68          |
| 22       | Рубасский сельсовет           | село Рубас             | 2                             | ↗4072            | 8,06          |
| 23       | село Рукель                   | село Рукель            | 1                             | ↗2995            | 46,43         |
| 24       | село Сабнова                  | село Сабнова           | 1                             | ↗3587            | 15,01         |
| 25       | село Салик                    | село Салик             | 1                             | ↗1607            | 5,89          |
| 26       | Татлярский сельсовет          | село Татляр            | 2                             | ↘2002            | 8,25          |
| 27       | село Уллутеркеме              | село Уллутеркеме       | 1                             | ↗1119            | 5,83          |
| 28       | Хазарский сельсовет           | село Хазар             | 4                             | ↗10 141          | 23,35         |
| 29       | Чинарский сельсовет           | село Чинар             | 2                             | ↗5344            | 19,09         |

## Населённые пункты
В районе 40 населённых пунктов, из которых 2 городских населённых пункта — посёлка (городского типа) — и 38 сельских населённых пунктов:
| №  | Населённый пункт | Тип           | Население | Муниципальное образование     |
| -- | ---------------- | ------------- | --------- | ----------------------------- |
| 1  | Аглоби           | село          | ↘1719     | село Аглоби                   |
| 2  | Андреевка        | село          | ↗384      | сельсовет Первомайский        |
| 3  | Араблинское      | село          | ↗2090     | село Араблинское              |
| 4  | Белиджи          | посёлок (пгт) | ↗11 843   | посёлок Белиджи               |
| 5  | Белиджи          | село          | ↘4713     | село Белиджи                  |
| 6  | Берикей          | село          | ↗3203     | сельсовет Берикеевский        |
| 7  | Бильгади         | село          | ↘579      | сельсовет Чинарский           |
| 8  | Вавилово         | село          | ↘154      | сельсовет Хазарский           |
| 9  | Великент         | село          | ↘4239     | село Великент                 |
| 10 | Геджух           | село          | ↗6826     | село Геджух                   |
| 11 | Деличобан        | село          | ↗2635     | село Деличобан                |
| 12 | Джалган          | село          | ↗1228     | село Джалган                  |
| 13 | Джемикент        | село          | ↗3062     | село Джемикент                |
| 14 | Дюзлер           | село          | ↗756      | сельсовет Хазарский           |
| 15 | Зидьян           | село          | ↘116      | сельсовет Зидьян-Казмалярский |
| 16 | Зидьян-Казмаляр  | село          | ↗989      | сельсовет Зидьян-Казмалярский |
| 17 | имени Мичурина   | село          | ↗1013     | сельсовет Первомайский        |
| 18 | Кала             | село          | ↗1815     | село Кала                     |
| 19 | Карадаглы        | село          | ↘532      | сельсовет Татлярский          |
| 20 | Коммуна          | село          | ↗1135     | сельсовет Рубасский           |
| 21 | Куллар           | село          | ↘2326     | село Куллар                   |
| 22 | Мамедкала        | посёлок (пгт) | ↘10 962   | посёлок Мамедкала             |
| 23 | Митаги           | село          | ↗692      | село Митаги                   |
| 24 | Митаги-Казмаляр  | село          | ↗1691     | село Митаги-Казмаляр          |
| 25 | Мугарты          | село          | ↗1634     | село Мугарты                  |
| 26 | Музаим           | село          | ↗2160     | село Музаим                   |
| 27 | Нижний Джалган   | село          | ↗3192     | сельсовет Хазарский           |
| 28 | Нюгди            | село          | ↗2127     | село Нюгди                    |
| 29 | Падар            | село          | ↘1935     | село Падар                    |
| 30 | Рубас            | село          | ↘2921     | сельсовет Рубасский           |
| 31 | Рукель           | село          | ↗2995     | село Рукель                   |
| 32 | Рыбзавод-51      | село          | ↗270      | сельсовет Первомайский        |
| 33 | Сабнова          | село          | ↗3587     | село Сабнова                  |
| 34 | Салик            | село          | ↗1607     | село Салик                    |
| 35 | Сегелер          | село          | ↘113      | сельсовет Берикеевский        |
| 36 | Татляр           | село          | ↘1457     | сельсовет Татлярский          |
| 37 | Уллутеркеме      | село          | ↗1119     | село Уллутеркеме              |
| 38 | Хазар            | село          | ↗5911     | сельсовет Хазарский           |
| 39 | Чинар            | село          | ↘4718     | сельсовет Чинарский           |
| 40 | Юный Пахарь      | село          | ↗602      | сельсовет Первомайский        |

Анклавы
На территории Дербентского района расположены отдалённые сёла-анклавы горных районов Дагестана: сёла Морское и Новый Уркарах, относящиеся к Дахадаевскому району; село Новый Фриг — к Хивскому району; село Авадан — к Докузпаринскому району, а также сёла Аладаш, Арабляр, Моллакент и Кумук — к Курахскому району.
Покинутые населённые пункты
Бильгади-Казмаляр, Гимейди, Кемах, Кемах-Казмаляр

## Экономика
Основой экономики района является субтропическое сельское хозяйство. В нём располагаются крупнейшие в России плантации хурмы.

## Достопримечательности
- Археологический памятник Торпаг-Кала в поселке Белиджи.
- Археологический памятник Великентское поселение.
- Церковь Святого Григориса (Нюгди).

## Археология
В устье реки Дарвагчай были найдены раннепалеолитические стоянки Дарвагчай-залив 1 (средне-позднеашельских палеолитический культурно-хронологический комплекс 3 — миндель (493—362 тыс. л.н.) или миндель-рисс (362—310 тыс. л.н.); культурно-хронологический комплекс 4 — позднебакинское время 550—450 тыс. л.н.), Дарвагчай-залив 2 и Дарвагчай-карьер. Индустрия стоянки Дарвагчай-1 датируется временем бакинской трансгрессии (Q1b) ~600 тыс. л. н. Археологические материалы памятника Дарвагчай-1 наиболее близки к технокомплексам Бизат-Рухамы. Рубила из позднего слоя Дарвагчая-1 (слой 8) близки к комплексу ашельских индустриях Леванта. Для средне-позднеашельского комплекса из слоя 5 памятника Дарвагчай-залив-4 можно приблизительно определить нижнюю границу возраста в 400—450 тыс. л. н. (морская изотопная стадия MIS 12). На стоянке Дарвагчай-Залив-1 было открыто четыре разновременных комплекса, материалы которых охватывают период от раннего палеолита до финала среднего палеолита. Комплекс 2 приурочен к верхней части склона террасы. Археологические материалы кратковременной стоянки-мастерской Дарвагчай-Залив-1 (комплекс 2) залегали в слое 3, а выше- и нижележащие геологические горизонты стерильны в археологическом плане. В слое палеопочвы установлена отрицательная остаточная намагниченность (геомагнитный экскурс Блейк (Blake), 120—100 тыс. л. н., морская изотопная стадия MIS 5), что соотносится с заключительной стадией хазарского цикла (позднехазарской трансгрессией) и микулинским межледниковьем. В слое 3 найдены фитолиты, которые принадлежат древесным и луговым растениям. Территория не была засушливой и, скорее всего, представляла собой лесостепь. Остатки млекопитающих отсутствуют, так как из-за высокой степени карбонатизации отложений происходило быстрое разрушение органических материалов. В нижней трети палеопочвы найдены два кострища в виде пятен прокала, в которых обнаружены сильно обожжённые каменные артефакты, что свидетельствует об их антропогенном происхождении. Большая часть нуклеусов относится к леваллуазской системе расщепления. Индустрию можно охарактеризовать как леваллуазскую непластинчатую с низким индексом фасетирования, которой нет прямых аналогий. Наиболее близкими к материалам стоянки-мастерской Дарвагчай-Залив-1 (комплекс 2) являются артефакты из Ереванской пещеры в Армении (слои 7-5А) и Азыхской пещеры в Азербайджане (слой III). На территорию Дагестана не распространилось влияние восточного микока с Северо-Западного Кавказа, так как здесь полностью отсутствуют бифасиальные изделия.

## Комментарии
Комментарии
1. ↑  авар. Дербенд мухъ, агул. Дербенд район, азерб. Дәрбәнд раjонy, дарг. Дербент къотт, кум. Дербент якъ, лак. Дарбант кIану, лезг. Дербенд район, ног. Дербент район, рут. Дербенд район, таб. Деребент район, татск. Дербенд район, цахур. Дербенд район, чечен. Дербентан кIошт,
2. ↑  Согласно конституции Дагестана, государственными языками на территории республики являются — русский, аварский, агульский, азербайджанский, даргинский, кумыкский, лакский, лезгинский, ногайский, рутульский, табасаранский, татский, цахурский и чеченский языки.

1. ↑  Под азербайджанцами в данном случае следует понимать также и терекеменцев и татов, которые включены в состав азербайджанцев[35].
2. ↑  Под даргинцами в данном случае следует также понимать кайтагцев и кубачинцев, которые включены в состав даргинцев[36].